# Enterprise (Alabama)
Enterprise is een plaats (city) in de Amerikaanse staat Alabama, en valt bestuurlijk gezien onder Coffee County en Dale County.

## Demografie
Bij de volkstelling in 2000 werd het aantal inwoners vastgesteld op 21.178.
In 2006 is het aantal inwoners door het United States Census Bureau geschat op 23.653, een stijging van 2475 (11,7%).

## Geografie
Volgens het United States Census Bureau beslaat de plaats een oppervlakte van
80,4 km², waarvan 80,2 km² land en 0,2 km² water. Enterprise ligt op ongeveer 96 m boven zeeniveau.

## Plaatsen in de nabije omgeving
De onderstaande figuur toont de plaatsen in een straal van 24 km rond Enterprise.

## Geboren
- Katie Britt (1982), politica

## Galerij

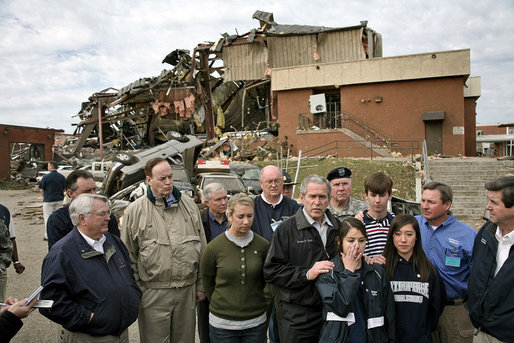
George W. Bush bezoekt Enterprise nadat de plaats getroffen is door een Tornado
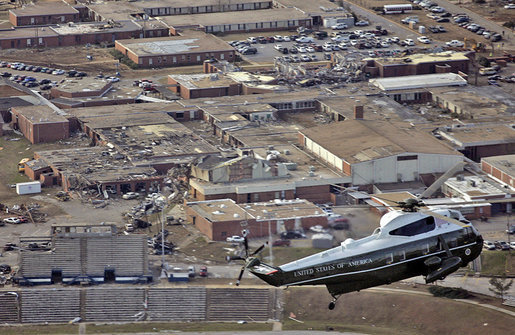
Schade na de tornado in maart 2007